# Eleginus
Az Eleginus a sugarasúszójú halak (Actinopterygii) osztályának tőkehalalakúak (Gadiformes) rendjébe, ezen belül a tőkehalfélék (Gadidae) családjába tartozó nem.

## Rendszerezés
A nembe az alábbi 2 faj tartozik:
- Eleginus gracilis (Tilesius, 1810)
- sáfrányhal (Eleginus nawaga) (Walbaum, 1792) - típusfaj